# Włodzimierz Cimoszewicz
Włodzimierz Cimoszewicz (f. 13. september 1950 i Warszawa) er polsk politiker, jurist og diplomat. Polens justitsminister i perioden 26. oktober 1993 til 1. marts 1995, premierminister fra 7. februar 1996 til 31. oktober 1997, udenrigsminister fra 31. oktober 2001 til 4. januar 2005 og formand for Sejmen fra 5. januar 2005 til 19. oktober 2005.
| Efterfulgte: Józef Oleksy | Polens premierminister 1996–1997 | Efterfulgtes af: Jerzy Buzek |